# Formació de Judith River
La Formació de Judith River és una formació geològica fossilífera del nord de Montana. Forma part del grup de Judith River i data del Cretaci superior.
És una formació històricament important, havent estat explorada per alguns dels primers paleontòlegs estatunidencs com ara Edward Drinker Cope, que definí diversos dinosaures de restes fragmentàries que hi trobà a la seva expedició del 1876 (per exemple, Monoclonius). Més recentment, s'han trobat esquelets gairebé complets de l'hadrosàurid Brachylophosaurus.

## Fòssils
Dinosaures:
Ornithischia
Ceratopsia
Ceratopsidae
- Avaceratops lammersi

Centrosaurinae (llarga banya nasal, petites banyes frontals, petita cresta punxeguda al coll)
- Albertaceratops nesmoi
- Monoclonius crassus

Ornithopoda
Hadrosauridae
Hadrosaurinae
- Brachylophosaurus canadensis

Lambeosaurinae
- ?Lambeosaurus paucidens